# Luigi Guglielmino
Luigi Guglielmino (Susa, 1º novembre 1885 – Torino, 2 gennaio 1962) è stato un pittore italiano.
Figlio di Giovanni e Anna Benetto, fu erede dello studio di Enrico Reffo; proprio sotto la guida del Reffo, compì presto rapidi progressi tanto da diventare il suo migliore allievo.
Eseguì molte copie della Madonna Consolata che furono inviate in tutto il mondo ove vi fossero Missioni della Consolata.
Luigi Guglielmino è sepolto nel Cimitero monumentale di Torino (Ampliazione 7 Viale Consolata – Loculi scomparto 22).